# Oreovac (Bela Palanka)
Oreovac (em cirílico: Ореовац) é uma vila da Sérvia localizada no município de Bela Palanka, pertencente ao distrito de Pirot. Em 2011, tinha uma população de 27 habitantes.

## Demografia
| 1948 | 1953 | 1961 | 1971 | 1981 | 1991 | 2002 | 2011 |
| ---- | ---- | ---- | ---- | ---- | ---- | ---- | ---- |
| 438  | 408  | 298  | 223  | 146  | 102  | 54   | 27   |